# Urbanismo de Albacete
El desarrollo urbanístico de la ciudad de Albacete, en la comunidad autónoma de Castilla-La Mancha (España), ha sido muy intenso a lo largo del siglo XX debido al aumento continuo de la población, que pasó de 21.512 habitantes en el año 1900 a 148.934 en el año 2000. En el siglo XXI el crecimiento continúa, situándose las previsiones oficiales a que la ciudad supere los 250.000 habitantes en 2033, y que los municipios colindantes con la capital tripliquen su actual población. Este aumento del número de habitantes se nutre principalmente de la inmigración de otras partes de la provincia de Albacete, de provincias limítrofes, y de la inmigración extranjera. Por ello, desde 2009 la Junta de Comunidades de Castilla-La Mancha está proyectando un Plan de Ordenación del Territorio del área de influencia de Albacete.
El actual espacio urbano de Albacete es fruto de la historia de la ciudad, un crecimiento intenso y desordenado, especialmente durante las décadas de los sesenta y setenta, que hubo de dar respuesta a un incremento exponencial de la demanda de vivienda, y que se articuló en torno a las principales vías de comunicación, con un centro histórico céntrico, un ensanche octogonal con barrios regulares y un extrarradio desgajado e inconexo, que los últimos planes urbanísticos tratan de modificar.

## Evolución de la ciudad

### La ciudad primitiva
La ubicación de la ciudad y posterior desarrollo de la misma corresponde a un dilatado proceso de poligenismo, en donde el primitivo asentamiento en la zona conocida como Villacerrada, tendría una función meramente militar, al ser este un territorio de encrucijada, aunque estaría habitado por algunas familias de campesinos, que podría remontarse al siglo IX.
Progresivamente la ciudad iría modificando su fisonomía, alcanzando una especie de elipse que circundaría dicho promontorio, y que se mantendría sin cambios significativos durante la Alta Edad Media. Será a partir del siglo XIV, con la obtención del rango de villa, cuando el progresivo aumento de habitantes hará cambiar el plano de la ciudad, ampliándose más allá del recinto primitivo.
Recientes estudios han sugerido la posibilidad de algún asentamiento anterior al mencionado que tendría lugar en la zona actual de la Plaza de Carretas, en donde pudo haberse levantado algún castillo o fortaleza musulmana que hubiera dado lugar a la conocida Al-Basit, una pequeña alquería en este sector de La Mancha.

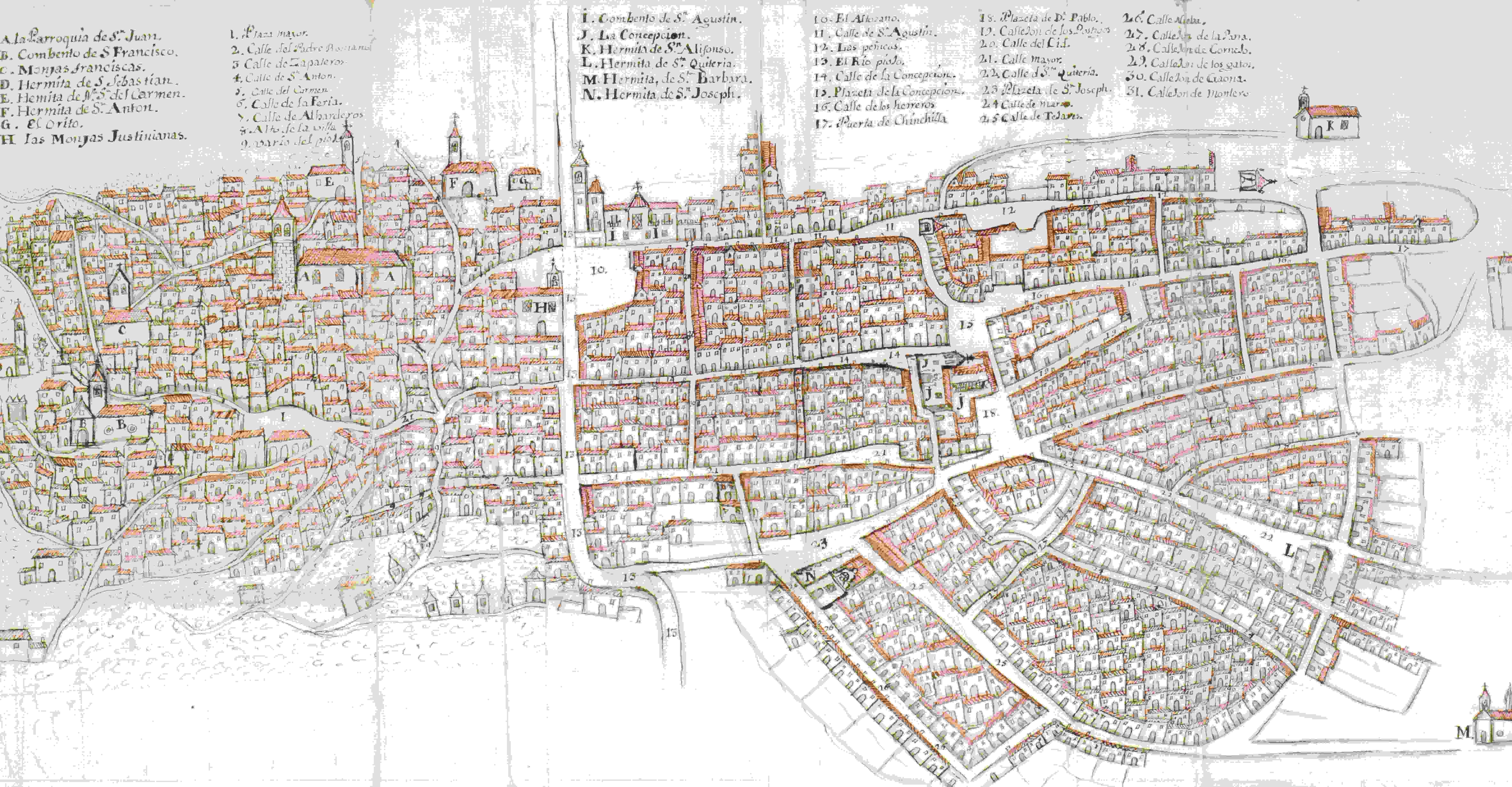
Plano urbano de la ciudad de Albacete de 1776.

### La ciudad conventual
El siglo XVI será conocido en Albacete por convertir a la ciudad en una "ciudad de conventos" o "conventual" en palabras del historiador albaceteño Miguel Panadero Moya, al crearse a lo largo de este siglo varios edificios dedicados a esta actividad, como el Convento de San Francisco, el de la Encarnación, el de las Justinianas, la Comunidad de San Agustín, la Iglesia de la Compañía o el Hospital de San Julián (muchas de estas edificaciones ya han desaparecido). También será durante esta centuria cuando se produzca la construcción de todo el sector norte de la ciudad más allá del Alto de la Villa.
No será hasta el siglo XVII, cuando se produzca una importante expansión urbana que se manifestará en importantes reformas, como la apertura de una "Plaza Nueva" (inmediaciones de la actual Plaza Mayor), o la demolición de una "Plaza Vieja" (situada en la Plaza del Pozo de la Nieve cerca de Villacerrada, según algunos autores), que precedieron a la fortificación del núcleo urbano. Este siglo se caracterizará como una etapa de ampliación y de consolidación del proceso urbanizador iniciado en torno al siglo XVI.
En este siglo se crean nuevos edificios, como la Ermita de San José del gremio de carpinteros (1608), u otras como la de Santa Quiteria, la del Carmen, la de la Concepción, la de San Antonio Abad, que también se dispersan por las huertas extramuros (Santa Cruz, San Jorge, Santo Sepulcro, Rosario, y más lejanos como Santa Ana o San Pedro de Matilla), que configuran la morfología urbana de la villa de esta época. Se trata del "siglo de los censos", como ha advertido María Teresa Pérez Picazo. Son muy escasos los ejemplos arquitectónicos de esta época que se mantienen hoy día en Albacete.

### La ciudad moderna

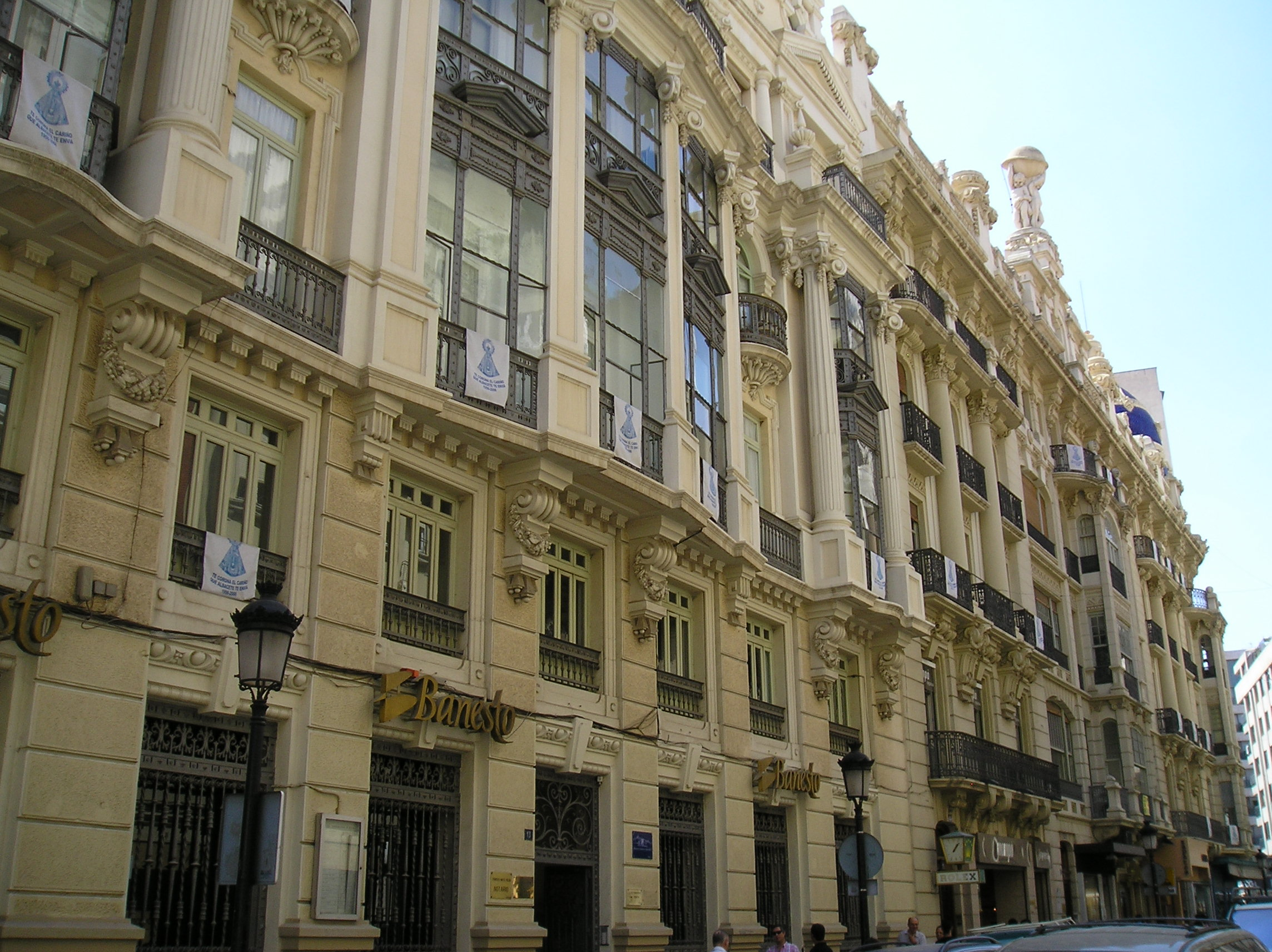
Calle Marqués de Molins, en el centro de Albacete.

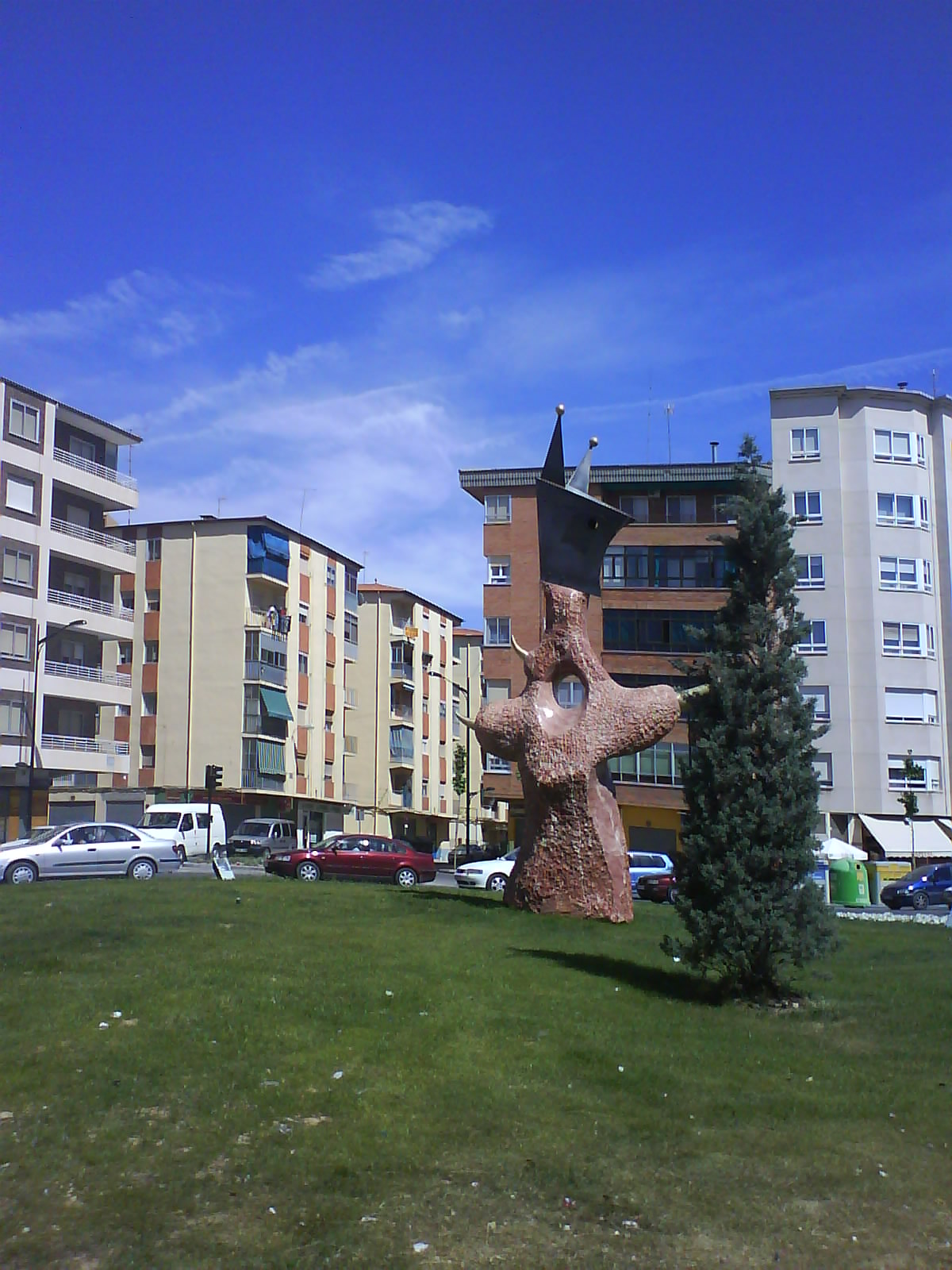
Escultura abstracta en pleno Paseo de la Circunvalación de la ciudad.

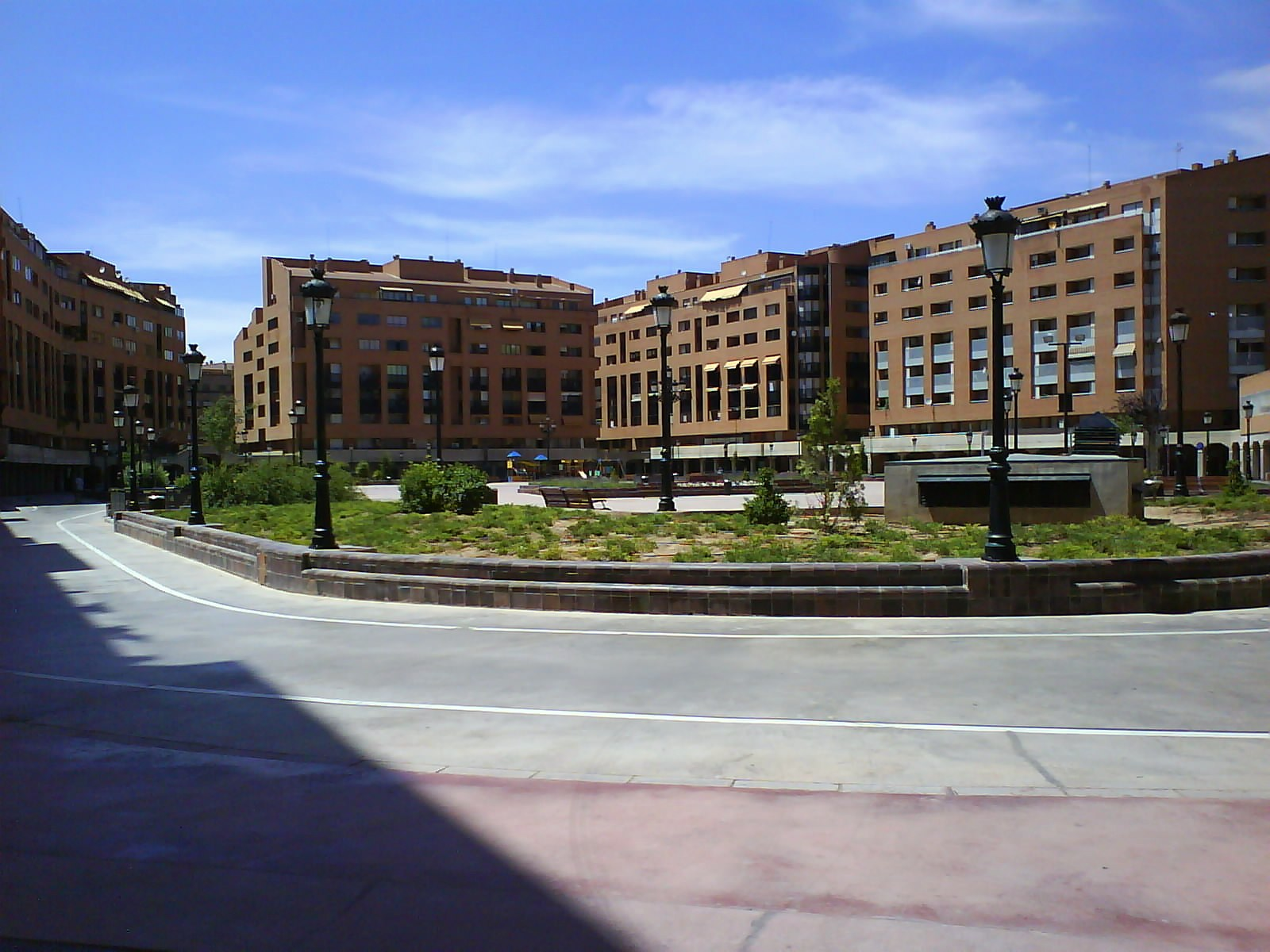
Actual Plaza de La Mancha en el barrio de Villacerrada de la capital. Durante la Edad Media albergó una fortaleza árabe que controlaba toda la comarca.

Por Real Decreto de 19 de diciembre de 1851, se dispone la construcción de la línea férrea de Aranjuez a Almansa pasando por Albacete, que será inaugurada en marzo de 1855, y que marcará la impronta urbanística del norte de la ciudad. Este hecho potenciará el crecimiento de la población que en esta fecha alcanzaba los 17.000 habitantes. Durante estos años la ciudad asiste a la creación de nuevas e importantes avenidas, como la del Paseo del Progreso (renombrado sucesivamente como de Alfonso XII, de la República, de José Antonio, y en la actualidad Paseo de la Libertad) en  1853, en las inmediaciones de la estación de ferrocarril, y que configuraría el eje burgués de la ciudad, enlazando con la Plaza del Altozano, a semejanza de otras aperturas viarias unidas a estaciones de ferrocarril que se ejecutan en el Paris de Haussmann, o muchísimas otras ciudades europeas.
En 1871 se realiza el primer plan de ensanche para la ciudad de Albacete, que mantiene los criterios urbanísticos de ensanches decimonónicos, ejecutando un plano que marcó el crecimiento de la ciudad durante los siguientes decenios, y que se basó en la continuación del crecimiento de la ciudad en manzana cerrada mediante un esquema claramente radiocéntrico. De este modo, se configuró la ciudad en un abanico, esquema que se ha mantenido hasta hoy en día.

### sigloXX: expansión y crecimiento
En los primeros años del siglo XX, la ciudad asiste a toda una renovación urbanística con la creación de la red de alcantarillado, el inicio de las obras del Parque de Abelardo Sánchez que tendrán lugar entre 1.908 y 1.911, así como otras infraestructuras que irán modelando la ciudad.
A partir de la segunda mitad del siglo XX, varios planes generales irán, con mayor o menor fortuna, perfilando el espacio urbano de Albacete, prueba de ello es el Plan de D. Pedro Bogador de 1952 que proyectaban una ciudad en zonning, con una proyección de cincuenta años, y un crecimiento de la ciudad hasta los 250.000 habitantes. El crecimiento urbano origina dos ciudades distintas, la ciudad ya consolidada (crecida en torno al interior del actual Paseo de la Circunvalación sustituyendo edificaciones y aumentando alturas), y la ciudad obrera con viviendas de autoconstrucción situada al exterior de dicha vía.
A partir de aquí se irán solapando diversas etapas de urbanización mediante planes realizados por los servicios municipales que serán incumplidos por las constructoras, siendo el ejemplo más claro el edificio conocido como "La Pajarita", que pasó de sus iniciales 3 alturas a 16.
Durante los años 70 se produce un gran desarrollo urbano muy ligado a la especulación que llevó a cabo un eclecticismo postmodernista, que transformaría la fisonomía de la ciudad, eliminando varios edificios arquitectónicos de gran belleza de Albacete que en palabras del arquitecto e historiador Fernando Chueca Goitia significó para Albacete “no la transformación de una ciudad, sino la suplantación de una ciudad por otra que la ha desalojado y ha ocupado su sitio", en un corto espacio de tiempo.
Ya a finales de esta década se frustran los planes de desarrollo, presentados por el Ayuntamiento de Albacete a mediados de la misma, siendo la única salvedad la delimitación del suelo urbano. Durante esta época se construirá una nueva terminal de ferrocarriles (que dará servicio a la ciudad hasta la llegada de la Alta Velocidad en 2010), y la urbanización de una zona de edificación abierta contigua a la estación, el Polígono de San Antón. Esta actuación permitió trasladar las vías férreas 200 metros al norte, lo que conllevó la ejecución del Parque Lineal, uno de los más valorados de la capital manchega.
Progresivamente, y ante el aumento de la demanda de suelo, se irán edificando otras zonas de la ciudad durante estos años, entre ellos el barrio de La Estrella, conocido también como el Polígono de las 600 viviendas, que segregado del resto de la ciudad y cerrado en sí mismo, ha sido objeto de varios planes urbanísticos para su integración en el resto de la trama urbana.
Durante la década de los ochenta, Albacete se ve inmersa en una serie de desafíos urbanísticos que tratan de poner fin al crecimiento espontáneo e inconexo de la ciudad. El Plan General de 1985 establece un sistema para la legalización de núcleos urbanos semiconsolidados y de viviendas ilegales en suelo no urbanizable, a lo que se une la expansión urbanizadora de otros sectores de la ciudad.
Ya en los noventa se presentan sendos planes, que serán modificados en función del color político de la corporación local, como son los de 1994 y 1998, que no logran solucionar el problema de las viviendas irregulares (cerca de 1800 según el Plan de 1985 que en el de 1998 ascendían a 5000), y además, el de 1998 será denegado mediante sentencia del Tribunal Superior de Justicia de Castilla-La Mancha, por lo que la ciudad continuará su ordenación en forma de abanico, teniendo como referencia la autovía A-31 y las vías férreas.

## La ciudad actual y futura
En 2008 la Junta de Comunidades, Universidad de Castilla-La Mancha, el Ayuntamiento de Albacete y el Instituto Tecnológico de Massachusetts realizaron un estudio sobre “Desarrollo y planificación de Albacete y su entorno metropolitano”, en donde se estima que hacia 2027, el área construida se
habrá incrementado en 2,9 millones de metros cuadrados, expandiéndose el núcleo urbano sobre el la llamada "Y albaceteña" (corredor entre La Roda, Albacete  y Chinchilla de Monte-Aragón).
En 2011, y atendiendo a los requerimientos del anterior estudio, se presenta un nuevo Plan de Ordenación Municipal (POM), que diseña una ciudad vertebrada en torno a cuatro grandes áreas, potenciando el papel geoestratégico de Albacete. Al norte se concentrará la zona industrial, fundamentalmente entre los parques empresariales de Campollano y Romica, reservándose suelo en el noreste para la creación de una plataforma logística intermodal de transporte de mercancías por ferrocarril, a la par que se destinaría suelo a usos terciarios, especialmente servicios a empresas y a la administración, cuyos inmuebles podían ser los que den una nueva imagen a Albacete. El oeste de la capital contaría con zonas destinadas a viviendas de carácter unifamiliar, permitiendo la instalación de actividades económicas y evitando la creación de ciudades dormitorio, eso sí con unos requisitos de sostenibilidad.

## Rascacielos

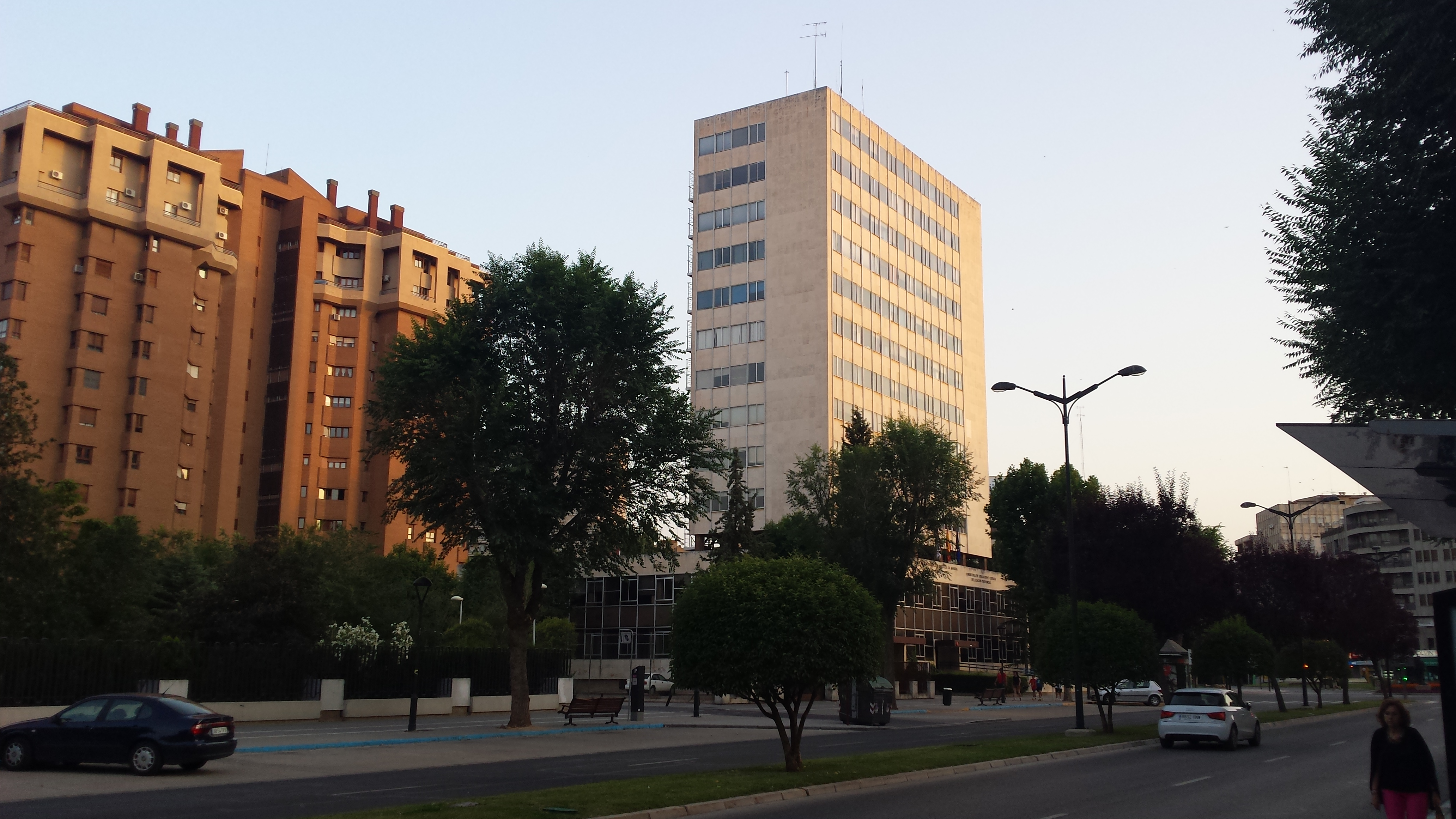
Torre de la Consejería de Educación, emblemático rascacielos situado en la avenida de la Estación.

Albacete, conocida como La Nueva York de La Mancha, atesora una extensa acumulación de edificios de gran altura. Así, la ciudad alberga el edificio más alto de Castilla-La Mancha: la Torre Las Pajaritas, de 72 metros de altura, seguida muy de cerca por la emblemática Torre de los Depósitos de Agua de la Fiesta del Árbol, de 69 metros. A continuación se muestra la lista de los cinco edificios más altos de Albacete en la actualidad, que son, a su vez, los cinco edificios más altos de Castilla-La Mancha:
| Puesto | Edificio                                              | Altura |
| ------ | ----------------------------------------------------- | ------ |
| 1      | Torre Las Pajaritas                                   | 72 m   |
| 2      | Torre de los Depósitos de Agua de la Fiesta del Árbol | 69 m   |
| 3      | Edificio Forestal                                     | 65 m   |
| 4      | Edificio Cristóbal Lozano                             | 61 m   |
| 5      | Edificio Alcalde Conangla                             | 61 m   |